# Магазинная улица (Сестрорецк)
Магази́нная у́лица — улица в городе Сестрорецке Курортного района Санкт-Петербурга. Проходит от улицы Мосина до берега озера Сестрорецкий Разлив.
Название появилось в конце XIX века. Дано по магазейнам — складам Сестрорецкого оружейного завода (дома 5 и 7).

## Перекрёстки
- Улица Мосина
- Улица Новая Слобода